# 2010 a filmművészetben
2010 a filmművészetben a 2010-es év legfontosabb filmes eseményeit tartalmazza az alábbiak szerint:

## Események
| Hónap   | Nap | Esemény |
| ------- | --- | --- |
| február | 27. | A 35. César-gálán a legsikeresebb francia film Jacques Audiard A próféta című alkotása lett, a 13 jelölésből 9 Césart nyert, közte a legjobb filmnek, a legjobb eredeti forgatókönyvnek, a legjobb rendezőnek és a legjobb színésznőnek járó díjakat. A legjobb külföldi film díját Clint Eastwood alkotása, a Gran Torino kapta, az erős mezőnyben olyan filmeket utasítva maga mögé, mint a sokkal esélyesebbnek vélt Avatar, vagy a Pánikfalva (Panique au village), a Gettómilliomos és A fehér szalag (Das weisse Band - Eine deutsche Kindergeschichte), amely 2009-ben már Arany Pálmát nyert. Két díjat is hazavihetett a fiatal Tahar Rahim: a (legjobb színésznek és legígéretesebb fiatal színésznek) járó Césart. Immár ötödik alkalommal vihette haza az elismerést a legjobb színésznő: Isabelle Adjani. Tiszteletbeli Césart kapott Harrison Ford. |
| május   | 12. | Kezdetét vette a 63. cannes-i fesztivál. |
| május   | 23. | A 63. cannes-i fesztivál Arany Pálmáját a thaiföldi Apichatpong Weerasethakul vehette át, Boonmee bácsi, aki képes visszaemlékezni korábbi életeire című filmjéért. A fesztivál nagydíját a francia Xavier Beauvois Emberek és istenek című alkotása kapta. Az algériai Tibhirine-ben élt trappista szerzetesek 1996-os tragédiája által ihletett film, elnyerte az ökumenikus zsűri díját is. A legjobb rendezés díját a francia Mathieu Amalric színész-rendező kapta, Turné című, a varieté világát bemutató filmjéért. A legjobb színésznő Juliette Binoche (Hiteles másolat) lett, míg a legjobb színész díján Javier Bardem (Biutiful) és Elio Germano (La nostra vita) osztozott. A legjobb forgatókönyv díját Poézis – Mégis szép az élet című alkotásáért a dél-koreai Chang-dong Lee vette át.                                                          |

## Sikerfilmek
| #   | cím                                      | stúdió         | összbevétel    | észak-amerikai bevétel | gyártási költség |
| --- | ---------------------------------------- | -------------- | -------------- | ---------------------- | ---------------- |
| 1.  | Toy Story 3.                             | Buena Vista    | $1 063 161 943 | $415 004 880           | $200 000         |
| 2.  | Alice Csodaországban                     | Buena Vista    | $1 024 299 722 | $334 191 110           | $200 000         |
| 3.  | Harry Potter és a Halál ereklyéi 1. rész | Warner         | $942 645 304   | $291 545 304           | nincs adat       |
| 4.  | Eredet                                   | Warner         | $823 576 195   | $292 576 195           | $160 000         |
| 5.  | Shrek a vége, fuss el véle               | Paramount (DW) | $749 952 787   | $238 736 787           | $165 000         |
| 6.  | Alkonyat: Napfogyatkozás                 | Summit         | $693 579 566   | $300 531 751           | $68 000          |
| 7.  | Vasember 2.                              | Paramount      | $622 056 974   | $312 433 331           | $200 000         |
| 8.  | Gru                                      | Universal      | $542 013 985   | $251 513 985           | $69 000          |
| 9.  | Így neveld a sárkányodat                 | Paramount (DW) | $494 878 759   | $217 581 231           | $165 000         |
| 10. | A titánok harca                          | Warner         | $493 214 993   | $163 214 883           | $125 000         |

## Filmbemutatók

### Magyar filmek
január – december
| Cím                                   | Rendező                            | Forgalmazó            |
| ------------------------------------- | ---------------------------------- | --------------------- |
| Adás                                  | Vranik Roland                      | Szuez Film            |
| Bibliotheque Pascal                   | Hajdu Szabolcs                     | Szuez Film            |
| Bogyó és Babóca – 13 mese             | M. Tóth Géza és Antonin Krizsanics | KEDD Animációs Stúdió |
| Budapest                              | Walter Carvalho                    | Mozinet               |
| Czukor Show                           | Dömötör Tamás                      | Hungaricom            |
| A csodálatos univerzum 3D             | Gráner József                      | Gráner-Inox           |
| Dobogó kövek                          | Martin Csaba                       | Drastique Kft.        |
| A Föld szeretője                      | Pozsgai Zsolt                      | Horatio Film          |
| Halálkeringő                          | Köves Krisztián Károly             | Szuez Film            |
| A hetedik kör                         | Sopsits Árpád                      | Hunnia Filmstúdió     |
| Igazából apa                          | Novák Emil                         | InterCom              |
| Így, ahogy vagytok                    | Makk Károly                        | Hungaricom            |
| Inkubátor                             | Pigniczky Réka                     | 56 Film               |
| Kolorádó Kid                          | Vágvölgyi B. András                | CameoFilm             |
| Köntörfalak                           | Dyga Zsombor                       | FilmTeam              |
| Látogatás                             | Pejó Róbert                        | Mozinet               |
| Mindszenty – A fehér vértanú          | Koltay Gábor                       | Korona Film           |
| Mindszenty – Szeretlek Faust          | Pozsgai Zsolt                      | MOKÉP                 |
| A Nibelung-lakópark                   | Mundruczó Kornél                   | Szuez Film            |
| Oda az igazság!                       | Jancsó Miklós                      | Mozinet               |
| Szélcsend                             | Sas Tamás                          | Hungaricom            |
| Szelíd teremtés – A Frankenstein-terv | Mundruczó Kornél                   | Szuez Film            |
| Szinglik éjszakája                    | Sas Tamás                          | MovieLine             |
| Az ügynökök a paradicsomba mennek     | Dézsy Zoltán                       | Videopartner          |
| Üvegtigris 3.                         | Rudolf Péter                       | Szuez Film            |
| Varga Katalin balladája               | Peter Strickland                   | Filmklik              |
| Vespa                                 | Groó Diana                         | Mozinet               |
| Zimmer Feri 2.                        | Tímár Péter                        | Hungaricom            |

### Észak-amerikai, országos bemutatók
január – december

| Magyar cím                                      | Eredeti cím                                          | Rendező                            | Stúdió / Forgalmazó      | [ 5 ] |
| ----------------------------------------------- | ---------------------------------------------------- | ---------------------------------- | ------------------------ | ----- |
| 127 óra                                         | 127 Hours                                            | Danny Boyle                        | Fox Searchlight          |       |
| Alfa és Omega 3D                                | Alpha and Omega                                      | Anthony Bell és Ben Gluck          | Lions Gate Entertainment |       |
| Alice Csodaországban                            | Alice in Wonderland                                  | Tim Burton                         | Buena Vista              |       |
| Alkonyat: Napfogyatkozás                        | The Twilight Saga: Eclipse                           | David Slade                        | Summit Entertainment     |       |
| Államtrükkök                                    | Fair Game                                            | Doug Liman                         | Summit Entertainment     |       |
| Az amerikai                                     | The American                                         | Anton Corbijn                      | Focus Features           |       |
| Aranyhaj és a nagy gubanc                       | Tangled                                              | Nathan Greno és Byron Howard       | Buena Vista              |       |
| Azután                                          | Hereafter                                            | Clint Eastwood                     | Warner Bros.             |       |
| Bérgyilkosék                                    | Killers                                              | Robert Luketic                     | Lionsgate Films          |       |
| Brooklyn mélyén                                 | Brooklyn's Finest                                    | Antoine Fuqua                      | Overture Films           |       |
| Charlie St. Cloud halála és élete               | Charlie St. Cloud                                    | Burr Steers                        | Universal Pictures       |       |
|                                                 | Conviction                                           | Tony Goldwyn                       | Fox Searchlight          |       |
|                                                 | Country Strong                                       | Shana Feste                        | Sony / Screen Gems       |       |
| Daybreakers – A vámpírok kora                   | Daybreakers                                          | Michael Spierig és Peter Spierig   | Lionsgate Films          |       |
| Díva                                            | Burlesque                                            | Steve Antin                        | Sony / Screen Gems       |       |
| Drágán add a rétedet!                           | Furry Vengeance                                      | Roger Kumble                       | Summit Entertainment     |       |
| Ébredj velünk                                   | Morning Glory                                        | Roger Michell                      | Paramount Pictures       |       |
| Egy ropi naplója                                | Diary of a Wimpy Kid                                 | Thor Freudenthal                   | 20th Century Fox         |       |
| Éli könyve                                      | The Book of Eli                                      | Albert és Allen Hughes             | Warner Bros.             |       |
| Emlékezz rám                                    | Remember Me                                          | Allen Coulter                      | Summit Entertainment     |       |
| Eredet                                          | Inception                                            | Christopher Nolan                  | Warner Bros.             |       |
| Eszeveszett küzdelem                            | Extraordinary Measures                               | Tom Vaughan                        | CBS Films                |       |
| Exférj újratöltve                               | The Bounty Hunter                                    | Andy Tennant                       | Sony / Columbia          |       |
| The Expendables – A feláldozhatók               | The Expendables                                      | Sylvester Stallone                 | Lionsgate Films          |       |
| Farkasember                                     | The Wolfman                                          | Joe Johnston                       | Universal Pictures       |       |
| Fekete hattyú                                   | Black Swan                                           | Darren Aronofsky                   | Fox Searchlight          |       |
| Felhangolva                                     | Get Him to the Greek                                 | Nicholas Stoller                   | Universal Pictures       |       |
| A félszemű                                      | True Grit                                            | Ethan Coen és Joel Coen            | Paramount Pictures       |       |
| The Fighter – A harcos                          | The Fighter                                          | David O. Russell                   | Paramount Pictures       |       |
| Fogtündér                                       | The Tooth Fairy                                      | Michael Lembeck                    | 20th Century Fox         |       |
|                                                 | For Colored Girls                                    | Tyler Perry                        | Lionsgate Films          |       |
| Fűrész 3D                                       | Saw 3D                                               | Kevin Greutert                     | Lionsgate Films          |       |
| Gru                                             | Despicable Me                                        | Pierre Coffin és Chris Renaud      | Universal Pictures       |       |
| Gulliver utazásai                               | Gulliver's Travels                                   | Rob Letterman                      | 20th Century Fox         |       |
| Gyógyegér vacsorára                             | Dinner for Schmucks                                  | Jay Roach                          | Paramount (DW)           |       |
| Haláli temetés                                  | Death at a Funeral                                   | Neil LaBute                        | Sony / Screen Gems       |       |
| Harry Potter és a Halál ereklyéi 1. rész        | Harry Potter and the Deathly Hallows: Part I         | David Yates                        | Warner Bros.             |       |
| HA/VER                                          | Kick-Ass                                             | Matthew Vaughn                     | Lionsgate Films          |       |
| Házasodik a család                              | Our Family Wedding                                   | Rick Famuyiwa                      | Fox Searchlight          |       |
| Hétmérföldes szerelem                           | Going the Distance                                   | Nanette Burstein                   | Warner Bros. (New Line)  |       |
| Hibrid                                          | Splice                                               | Vincenzo Natali                    | Warner Bros.             |       |
| Honnan tudod?                                   | How Do You Know                                      | James L. Brooks                    | Sony / Columbia          |       |
|                                                 | Hot Tub Time Machine                                 | Steve Pink                         | Metro-Goldwyn-Mayer      |       |
| Így neveld a sárkányodat                        | How to Train Your Dragon                             | Dean DeBlois és Chris Sanders      | Paramount (DW)           |       |
| Ilyen a formám                                  | The Back-up Plan                                     | Alan Poul                          | CBS Films                |       |
| Ilyen az élet                                   | Life As We Know It                                   | Greg Berlanti                      | Warner Bros.             |       |
|                                                 | It's Kind of a Funny Story                           | Anna Boden és Ryan Fleck           | Focus Features           |       |
| Ízek, imák, szerelmek                           | Eat Pray Love                                        | Ryan Murphy                        | Sony / Columbia          |       |
| Jackass 3D                                      | Jackass 3D                                           | Jeff Tremaine                      | Paramount Pictures       |       |
| Jonah Hex                                       | Jonah Hex                                            | Jimmy Hayward                      | Warner Bros.             |       |
|                                                 | Just Wright                                          | Sanaa Hamri                        | Fox Searchlight          |       |
| A Kaptár: Túlvilág 3D                           | Resident Evil: Afterlife                             | Paul W. S. Anderson                | Sony / Screen Gems       |       |
| A karate kölyök                                 | The Karate Kid                                       | Harald Zwart                       | Sony / Columbia          |       |
| Kedves John                                     | Dear John                                            | Lasse Hallström                    | Sony / Screen Gems       |       |
| Kéjjel-nappal                                   | Knight and Day                                       | James Mangold                      | 20th Century Fox         |       |
| Kém a szomszédban                               | The Spy Next Door                                    | Brian Levant                       | Lionsgate Films          |       |
| Két kopper                                      | Cop Out                                              | Kevin Smith                        | Warner Bros.             |       |
|                                                 | The Kids Are All Right                               | Lisa Cholodenko                    | Focus Features           |       |
| Könnyű nőcske                                   | Easy A                                               | Will Gluck                         | Sony / Screen Gems       |       |
| A következő három nap                           | The Next Three Days                                  | Paul Haggis                        | Lionsgate Films          |       |
| Kutyák és macskák: A rusnya macska bosszúja     | Cats & Dogs: Revenge of Kitty Galore                 | Brad Peyton                        | Warner Bros.             |       |
|                                                 | The Last Exorcism                                    | Daniel Stamm                       | Lionsgate Films          |       |
| Légió                                           | Legion                                               | Scott Stewart                      | Sony / Columbia          |       |
|                                                 | Let Me In                                            | Matt Reeves                        | Overture Films           |       |
|                                                 | Letters to God                                       | Patrick Doughtie és David Nixon    | Vivendi Entertainment    |       |
| Levelek Júliának                                | Letters to Juliet                                    | Gary Winick                        | Summit Entertainment     |       |
| London Boulevard                                | London Boulevard                                     | William Monahan                    | Fórum Hungary            |       |
|                                                 | Lottery Ticket                                       | Erik White                         | Warner Bros.             |       |
|                                                 | MacGruber                                            | Jorma Taccone                      | Universal Pictures       |       |
| Machete                                         | Machete                                              | Ethan Maniquis és Robert Rodríguez | 20th Century Fox         |       |
| Maci Laci                                       | Yogi Bear                                            | Eric Brevig                        | Warner Bros.             |       |
| Marmaduke – A kutyakomédia                      | Marmaduke                                            | Tom Dey                            | 20th Century Fox         |       |
| Már megint Te?!                                 | You Again                                            | Andy Fickman                       | Buena Vista              |       |
| Megaagy                                         | Megamind                                             | Tom McGrath                        | Paramount (DW)           |       |
| Minden kút Rómába vezet                         | When in Rome                                         | Mark Steven Johnson                | Buena Vista              |       |
|                                                 | My Soul to Take                                      | Wes Craven                         | Universal Pictures       |       |
| Nagyfiúk                                        | Grown Ups                                            | Dennis Dugan                       | Sony / Columbia          |       |
| Nanny McPhee és a nagy bumm                     | Nanny McPhee Returns                                 | Susanna White                      | Universal Pictures       |       |
| Narnia Krónikái: A Hajnalvándor útja            | The Chronicles of Narnia: Voyage of the Dawn Treader | Michael Apted                      | 20th Century Fox         |       |
| A nevem Khán                                    | My Name is Khan                                      | Karan Johar                        | 20th Century Fox         |       |
|                                                 | Oceans                                               | Jacques Cluzaud és Jacques Perrin  | Buena Vista              |       |
| Ördög                                           | Devil                                                | Drew Dowdle és John Erick Dowdle   | Universal Pictures       |       |
| Az Őrzők legendája                              | Legend of the Guardians: The Owls of Ga'Hoole        | Zack Snyder                        | Warner Bros.             |       |
| Pancser Police                                  | The Other Guys                                       | Adam McKay                         | Sony / Columbia          |       |
| A paripa                                        | Secretariat                                          | Randall Wallace                    | Buena Vista              |       |
| Párizsból szeretettel                           | From Paris with Love                                 | Pierre Morel                       | Lionsgate Films          |       |
| Párterápia                                      | Date Night                                           | Shawn Levy                         | 20th Century Fox         |       |
| Perzsia hercege: Az idő homokja                 | Prince of Persia: The Sands of Time                  | Mike Newell                        | Buena Vista              |       |
| Piranha 3D                                      | Piranha                                              | Alexandre Aja                      | Weinstein / Dimension    |       |
| Ragadozók                                       | Predators                                            | Antal Nimród                       | 20th Century Fox         |       |
| Ramona és Beezus                                | Ramona and Beezus                                    | Elizabeth Allen                    | 20th Century Fox         |       |
| RED                                             | RED                                                  | Robert Schwentke                   | Summit Entertainment     |       |
| Rémálom az Elm utcában                          | A Nightmare on Elm Street                            | Samuel Bayer                       | Warner Bros.             |       |
| Robin Hood                                      | Robin Hood                                           | Ridley Scott                       | Universal Pictures       |       |
| Rohanás                                         | Faster                                               | George Tillman Jr.                 | CBS Films                |       |
| Salt ügynök                                     | Salt                                                 | Phillip Noyce                      | Sony / Columbia          |       |
| Scott Pilgrim a világ ellen                     | Scott Pilgrim vs. the World                          | Edgar Wright                       | Universal Pictures       |       |
| Sejtcserés támadás                              | The Switch                                           | Josh Gordon és Will Speck          | Miramax Films            |       |
| Shrek a vége, fuss el véle                      | Shrek Forever After                                  | Mike Mitchell                      | Paramount (DW)           |       |
|                                                 | Skyline                                              | Colin Strause és Greg Strause      | Universal Pictures       |       |
| Social Network – A közösségi háló               | The Social Network                                   | David Fincher                      | Sony / Screen Gems       |       |
| A sötétség határán                              | Edge of Darkness                                     | Martin Campbell                    | Warner Bros.             |       |
|                                                 | Standing Ovation                                     | Stewart Raffill                    | Rocky Mountain Pictures  |       |
| Step Up 3D                                      | Step Up 3D                                           | Jon Chu                            | Buena Vista              |       |
| Száguldó bomba                                  | Unstoppable                                          | Tony Scott                         | 20th Century Fox         |       |
| Szellemíró                                      | The Ghost Writer                                     | Roman Polański                     | Summit Entertainment     |       |
| Szerelem és más drogok                          | Love and Other Drugs                                 | Edward Zwick                       | 20th Century Fox         |       |
| Szex és New York 2.                             | Sex and the City 2                                   | Michael Patrick King               | Warner Bros. (New Line)  |       |
| Szökőhév                                        | Leap Year                                            | Anand Tucker                       | Universal Pictures       |       |
| A szupercsapat                                  | The A-Team                                           | Joe Carnahan                       | 20th Century Fox         |       |
|                                                 | Takers                                               | John Luessenhop                    | Sony / Screen Gems       |       |
| A tébolyultak                                   | The Crazies                                          | Breck Eisner                       | Overture Films           |       |
| Terhes társaság                                 | Due Date                                             | Todd Phillips                      | Warner Bros.             |       |
| A titánok harca                                 | Clash of the Titans                                  | Louis Leterrier                    | Warner Bros.             |       |
| Tolvajok városa                                 | The Town                                             | Ben Affleck                        | Warner Bros.             |       |
| Toy Story 3.                                    | Toy Story 3                                          | Lee Unkrich                        | Buena Vista              |       |
| Tőzsdecápák – A pénz nem alszik                 | Wall Street: Money Never Sleeps                      | Oliver Stone                       | 20th Century Fox         |       |
| TRON: Örökség                                   | TRON: Legacy                                         | Joseph Kosinski                    | Buena Vista              |       |
| Túl jó nő a csajom                              | She's Out of My League                               | Jim Field Smith                    | Paramount Pictures       |       |
| Újabb parajelenségek                            | Paranormal Activity 2                                | Tod Williams                       | Paramount Pictures       |       |
| Újrakezdők – Szerelmes szingli szittert keres   | The Rebound                                          | Bart Freundlich                    |                          |       |
| Az utazó                                        | The Tourist                                          | Florian Henckel von Donnersmarck   | Sony / Columbia          |       |
| Utódomra ütök                                   | Little Fockers                                       | Paul Weitz                         | Universal Pictures       |       |
| Az utolsó dal                                   | The Last Song                                        | Julie Anne Robinson                | Buena Vista              |       |
| Az utolsó léghajlító                            | The Last Airbender                                   | M. Night Shyamalan                 | Paramount Pictures       |       |
| Valentin nap                                    | Valentine's Day                                      | Garry Marshall                     | Warner Bros.             |       |
| Vámpíros film                                   | Vampires Suck                                        | Jason Friedberg és Aaron Seltzer   | 20th Century Fox         |       |
| A varázslótanonc                                | The Sorcerer's Apprentice                            | Jon Turteltaub                     | Buena Vista              |       |
| Vasember 2.                                     | Iron Man 2                                           | Jon Favreau                        | Paramount Pictures       |       |
| Védtelen gyermek                                | Case 39                                              | Christian Alvart                   | Paramount Vantage        |       |
| Végrehajtók                                     | Repo Men                                             | Miguel Sapochnik                   | Universal Pictures       |       |
| Vesztesek bosszúja                              | The Losers                                           | Sylvain White                      | Warner Bros.             |       |
| Viharsziget                                     | Shutter Island                                       | Martin Scorsese                    | Paramount Pictures       |       |
| A villámtolvaj: Percy Jackson és az olimposziak | Percy Jackson and the Olympians: The Lightning Thief | Chris Columbus                     | 20th Century Fox         |       |
|                                                 | The Warrior's Way                                    | Sngmoo Lee                         | Relativity Media         |       |
|                                                 | Why Did I Get Married Too?                           | Tyler Perry                        | Lionsgate Films          |       |
|                                                 | Youth in Revolt                                      | Miguel Arteta                      | Weinstein / Dimension    |       |
| Zöld zóna                                       | Green Zone                                           | Paul Greengrass                    | Universal Pictures       |       |

### További bemutatók
| Magyar cím             | Eredeti cím               | Rendező           |
| ---------------------- | ------------------------- | ----------------- |
| Tamara Drewe           | Tamara Drewe              | Stephen Frears    |
| Mosás, vágás, ámítás   | De vrais mensonges        | Pierre Salvadori  |
| Láthatatlan jel        | An Invisible Sign         | Marilyn Agrelo    |
| Ao – Az utolsó ősember | Ao, le dernier Néandertal | Jacques Malaterre |
| Fekete-fehér blues     | Black, White and Blues    | Mario Van Peebles |
| Finánc a pácban        | Rien à déclarer           | Dany Boon         |

## Díjak, fesztiválok
- 67. Golden Globe-gála

legjobb film (dráma): Avatar
legjobb rendező: Kathryn Bigelow (A bombák földjén)
legjobb színész (dráma): Jeff Bridges (Őrült szív)
legjobb színésznő (dráma): Sandra Bullock (A szív bajnokai)
- 82. Oscar-gála

legjobb film: A bombák földjén
legjobb rendező: Kathryn Bigelow (A bombák földjén)
legjobb férfi főszereplő: Jeff Bridges (Őrült szív)
legjobb női főszereplő: Sandra Bullock (A szív bajnokai)
legjobb férfi mellékszereplő: Christoph Waltz (Becstelen brigantyk)
legjobb női mellékszereplő: Mo'Nique (Precious – A boldogság ára)
- 35. César-díjátadó

legjobb film: A próféta, rendezte: Jacques Audiard
legjobb külföldi film: Gran Torino, rendezte: Clint Eastwood
legjobb rendező: Jacques Audiard (A próféta)
legjobb színész: Tahar Rahim (A próféta)
legjobb színésznő: Isabelle Adjani (A szoknya napja)
- 63. cannes-i fesztivál

Arany Pálma: Boonmee bácsi, aki képes visszaemlékezni korábbi életeire – rendező: Apichatpong Weerasethakul
nagydíj: Emberek és istenek – rendező: Xavier Beauvois
a zsűri díja: Egy néma kiáltás – rendező: Mahamat-Saleh Haroun
legjobb rendezés díja: Turné – rendező: Mathieu Amalric
legjobb női alakítás díja: Juliette Binoche – Hiteles másolat
legjobb férfi alakítás díja: Javier Bardem - Biutiful, és Elio Germano – Életünk
legjobb forgatókönyv díja: Poézis – Mégis szép az élet – rendező: Chang-dong Lee
- 63. BAFTA-gála
- 2010-es Magyar Filmszemle
- 30. Arany Málna-gála

legrosszabb film: Transformers: A bukottak bosszúja
legrosszabb remake: Az elveszettek földje
legrosszabb rendező: Michael Bay – Transformers: A bukottak bosszúja
legrosszabb női főszereplő: Sandra Bullock – Ő a megoldás
legrosszabb férfi főszereplő: Jonas Brothers – Jonas Brothers: A 3D koncertélmény!

## Halálozások
- január 11. – Éric Rohmer, francia filmrendező
- január 22. – Jean Simmons, amerikai színésznő
- március 10. – Corey Haim, amerikai színész
- március 14. – Peter Graves, amerikai színész
- március 15. David Steinberg, amerikai színész
- április 15. – Michael Pataki, magyar származású amerikai színész
- május 2. – Lynn Redgrave, angol színésznő
- május 16. – Végvári Tamás, magyar színművész
- május 24. – Barbara New, angol színész
- május 29. – Dennis Hopper, amerikai színész
- június 3. – Rue McClanahan, amerikai színésznő
- június 19. – Horkai János, magyar színművész
- július 11. – Kállai Ferenc, magyar színművész
- július 27. – Maury Chaykin, kanadai színész
- augusztus 8. – Patricia Neal, amerikai színésznő
- augusztus 24. – Satoshi Kon, japán animációs rendező
- szeptember 3. – Bánffy György, magyar színművész
- szeptember 12. – Claude Chabrol, francia filmrendező
- szeptember 22. – Jackie Burroughs, kanadai színésznő
- szeptember 24. – Farkas Antal, magyar színművész
- szeptember 26. – Gloria Stuart, amerikai színésznő
- szeptember 28. – Sally Menke, amerikai vágó
- szeptember 28. – Arthur Penn, amerikai filmrendező
- szeptember 29. – Tony Curtis, amerikai színész
- október 19. – Tom Bosley, amerikai színész
- október 28. – James McArthur, amerikai színész
- november 5. – Jill Clayburgh, amerikai színésznő
- november 10. – Dino De Laurentiis, olasz filmproducer
- november 27. – Irvin Kershner, amerikai filmrendező
- november 28. – Leslie Nielsen, kanadai színész
- november 29. – Mario Monicelli, olasz filmrendező
- december 15. – Blake Edwards, amerikai filmrendező–forgatókönyvíró